# Ké-Bouébo
Ké-Bouébo  est une localité de l'ouest de la Côte d'Ivoire, et appartenant au département de Bloléquin, Région du Moyen Cavally. La localité de Ké-Bouébo est un chef-lieu de commune.